# C-SONORE
C-SONORE est une enquête de l'Équipe intégrée de la sécurité nationale (EISN) de la Gendarmerie royale du Canada (GRC) sur une série d'« actes terroristes »; l'explosion d'un pylône d'Hydro-Québec en Estrie en 2004, de la voiture du porte-parole de l'Institut canadien du pétrole, en 2006 et d'un centre de recrutement militaire de Trois-Rivières en 2010. La Sureté du Québec (SQ) et le Service canadien du renseignement de sécurité (SCRS) participent à l'enquête.
L'enquête, en cours depuis 2004, cible principalement l'Initiative de résistance internationaliste (IRI) et, par association, l'Association générale des étudiantes et étudiants du Collège Lionel-Groulx (AGEECLG), le Parti communiste révolutionnaire du Canada. Aucune mise en accusation ne fut effectuée depuis le début de l'enquête, des perquisitions ont eu lieu à Sainte-Thérèse, Montréal, Ville de Saguenay et Saint-Hubert.